# تعارض المسار
تعارض المسارات أو تنازع المسارات (بالإنجليزية: channel conflict)‏ هو قضية هامة جدًا اليوم في جو الأعمال التنافسية، وهو مفهوم له عدة تعريفات منها "الحالة أو الوضع يقوم فيه أحد مسارات البيع بأخذ الحصة الأكبر من الخدمات، أو المنتجات على حساب مسارات البيع الأخرى."[4] أو بعبارة أخرى «يحدث عند إيجاد مكان جديد لبيع السلع والخدمات مما يؤدي إلى تهديد الأماكن الأخرى للبيع بالخسارة والتدمير.»[5]
تعارض المسارات في مجال التجارة ليس بجديد، ولكن مع ظهور التجارة الإلكترونية عبر الإنترنت، كان بمثابة حافز ومشجع لمنتجي البضائع والخدمات لتأسيس علاقة مباشرة مع العملاء وبالتالي أدى إلى استبعاد ما يسمى بـ «الشخص الوسيط» مثل: الموزع وتجار البيع بالتجزئة. تشمل مسارات البيع التقليدية، البيع من قبل المصنع مباشرة للمستهلك، أو عبر الوسطاء مثل: مندوبي المصنع، الموزعين، أو تجار البيع بالتجزئة. ولقد أوجد ظهور التجارة الإلكترونية على مواقع الإنترنت مسار جديداَ وجيداَ للبيع، مما أدى إلى ظهور نزاع أو تعارض في مسارات البيع.

## كيف يحدث؟
يحدث تعارض المسارات عند المصنعين والشركات، مثل: (الموزعين، تجار البيع بالتجزئة، الوكلاء، ومندوبي البيع) عند بيع
منتجاتهم وخدماتهم مباشرة للعميل عن طريق (التسويق أو بواسطة البيع عن «طريق الإنترنت» عبر التجارة الإلكترونية).
كذلك يمكن أن يحدث تعارض المسارات عندما تكون هناك زيادة في الإنتاج، مما ينتج عنه فائض في الإنتاج في السوق. كذلك تؤثر النسخ الجديدة من المنتجات، والتغير في الاتجاهات، وإعسار تجار الجملة وتجار التجزئة، وتوزيع البضائع التالفة على تعارض المسارات..[1]
وفي هذه الأيام كسبت التجارة الإلكترونية الشعبية كثاني أفضل مسار بيع، بسبب انخفاض النفقات العامة وتكاليف الاتصالات. وهذه المحاسن كانت مساوئ بالنسبة لمسارات البيع الأخرى، حيث يمكن للمستهلكين الاتصال مع بعضهم بسهولة وبتكلفة أقل.
حيث أبلغ مكتب الإحصاء Census Bureau في وزارة التجارة الأمريكية أن المبيعات عبر الإنترنت زادت في عام 2005 بنسبة 24.6% أعلى من عام 2004 لتصل إلى 86.3 مليار دولار أمريكي. مقارنة بإجمالي مبيعات التجزئة التي زادت بنسبة 7.2% فقط عن عام 2004..[4]

هذه النسبة المؤثرة جذبت المصنعين إلى استخدام الإنترنت للتجارة، ومع ذلك لم يستطيعوا المشاركة في هذا المسار (التجارة الإلكترونية) دون الإضرار بمسارات البيع الأخرى.

## أنواع التعارض في المسارات
هناك ثلاثة أنواع من أشكال التعارض في المسار: تعارض خفي، تعارض واضح، وتعارض وظيفي. [2]
1. التعارض الخفي: يوجد عندما تكون الظروف ملائمة لتعارض المسارات، ولكن المؤسسة غير مدركة لها.
2. التعارض الواضح: يوجد عندما تشعر المنظمة بوجود منافسة معاكسة (معاكسة من حيث وجهات النظر).
3. التعارض الوظيفي: يكون عاما بين المسارات، ويدركه الجميع ونجاح كل طرف يعتمد على نجاح الآخر.

## المقترحات لتفادي التعارض
هناك إحدا عشر طريقة لتقليل التعارض الذي ربما تجلبه التجارة الإلكترونية وهي:[2]
1. عدم توفير سعر منخفض في الموقع الإلكتروني أقل من ما يمكن أن يجده الزبون في مسارات البيع الأخرى مثل التجار بالتجزئة والموزعين.
2. إحالة تلبية الطلبات الواردة عبر الموقع web إلى مسارات البيع الأخرى (المسارات المشاركة)مثل الموزعين.
3. عدم تقديم جميع المنتجات أو الخدمات عبر الموقع وتخصيص جزء منها للتقديم عبر المسارات الأخرى. وهذا ما فعلته شركة Kawasaki(شركة لبيع الدرجات النارية)، حيث عندما تذهب إلى موقع الشركة في الإنترنت Kawasaki.com يمكنك الحصول على قطع الغيار مثل المحرك، الإطارات، والزجاج الأمامي، ولكن الحصول على نفس الدراجة غير ممكن إلا عن طريق مسارات البيع (الوكلاء).[3]
4. تقديم معلومات عن المنتجات والخدمات وعدم قبول أي طلبيات شراء.
5. استخدم الموقع لترويج المسارات المشاركة.
6. تشجيع المسارات المشاركة لعمل دعاية وإعلان على الموقع.
7. تحديد العروض للمنتجات المجزئة التي تهم العملاء.
8. استخدام اسم الماركة المميز للمنتجات لمعروضة على الموقع.
9. تقديم المنتجات التي في بداية عمرها الإنتاجي في الموقع، عندما يكون الطلب عليها في تزايد سريع بحيث لا يؤثر على جهود الشريك.
10. نقل إستراتيجية توزيع الشركة، داخليا وخارجيا، حتى يمكن رؤية الدور المتوقع أن يلعبه موقع الويب.
11. العمل على تنسيق عناصر إستراتيجية التوزيع (التي تكون أسهل بإتباع المقترح رقم 9) وهذا يشمل خطوات مثل اجتياز الدفع، تكوين دور للمشاركة، وتخصيص الأدوار والمسؤوليات.
12. الاهتمام بتحقيق الأهداف العليا، وذلك عن طريق تقديم أحسن أداء للعملاء لتلبية رغباتهم.
13. السماح لمسارات البيع الأخرى باستخدام الإنترنت في عملية البيع مثال على ذلك:

قررت شركة ليفي استراوس Levi Strausss & Co أن تبدأ ببيع بنطلونات الجينز ماركة ليفي ودوكرز Levie’s& Dockers في موقعها Levi.com(و) Dockers.com. مبدئيا، منعت الشركة تجار التجزئة مثل ماكي Macy’s (أحد أكبر تجار التجزئة Levi’s) من بيع المنتجات على الموقع، ولكن بسبب تعرضها لعاصفة تجار التجزئة وتدهور المبييعات، وقلة الأرباح مما أجبرها أن تسمح لتجار التجزئة بالبيع عبر المواقع في الإنترنت.[5]

## الخاتمة
بهذا نرى أن التجارة الإلكترونية ستكون هي المسار الرئيسي لعرض وبيع المنتجات والخدمات في المستقبل القريب مما سوف يؤثر على مسارات البيع التقليدية، ولكن يجب على الشركات والموردين توخي الحذر عند استخدام هذا المسار بحيث لا يحدث تعارض مع باقي مسارات البيع.